# VV Rigtersbleek in het seizoen 1956/57
Het seizoen 1956/1957 was het derde jaar in het bestaan van de Enschedese voetbalclub Rigtersbleek. De club kwam uit in de Eerste divisie B en eindigde daarin op de 12e plaats. Tevens deed de club mee aan het toernooi om de KNVB beker, hierin werd in de eerste ronde verloren van Phenix (2–3).

## Wedstrijdstatistieken

### Eerste divisie B
|       | AGOVV | Blauw-Wit | D.F.C. | EBOH  | EDO   | Excelsior | Fortuna | Helmond | Hermes DVS | RCH   | SHS   | Sittardia | Stormvogels | Vitesse | Volendam |
| ----- | ----- | --------- | ------ | ----- | ----- | --------- | ------- | ------- | ---------- | ----- | ----- | --------- | ----------- | ------- | -------- |
| Thuis | 1 – 1 | 1 – 2     | 0 – 0  | 2 – 1 | 3 – 2 | 0 – 2     | 7 – 2   | 4 – 2   | 3 – 3      | 0 – 2 | 3 – 2 | 3 – 2     | 0 – 2       | 2 – 1   | 0 – 4    |
| Uit   | 2 – 1 | 2 – 0     | 2 – 2  | 0 – 0 | 3 – 3 | 1 – 1     | 1 – 3   | 5 – 2   | 2 – 2      | 2 – 0 | 3 – 3 | 4 – 0     | 7 – 0       | 1 – 1   | 2 – 1    |

### KNVB beker
| 1e ronde                                     | Rigtersbleek                          | 2 – 3 (2 – 1) | Phenix                          |
| 19 augustus 1956 Plaats: Enschede Heekstraat | Jan Albers 30' Jan Oude Engberink 35' |               | 18', 70' Nijhof 80' Nieuwenhuis |

## Statistieken Rigtersbleek 1956/1957

### Eindstand Rigtersbleek in de Nederlandse Eerste divisie B 1956 / 1957
| Stand | Gespeeld | Gewonnen | Gelijk | Verloren | Punten | Doelpunten voor | Doelpunten tegen |
| ----- | -------- | -------- | ------ | -------- | ------ | --------------- | ---------------- |
| 12e   | 30       | 8        | 10     | 12       | 26     | 48              | 65               |

### Topscorers
| #                    | Naam                | Goal |
| -------------------- | ------------------- | ---- |
| 1.                   | Gerrit Trooster     | 15   |
| 2.                   | Wolter Kelder       | 8    |
| 3.                   | Theo Albers         | 7    |
| 4.                   | Johannes Kastermans | 4    |
| 5.                   | Cor ter Beek        | 3    |
| 5.                   | Henk Renssen        | 3    |
| 5.                   | Bennie de Vries     | 3    |
| 8.                   | T. Smit             | 1    |
| 8.                   | Wim Terink          | 1    |
| 8.                   | Jan Zwierink        | 1    |
| Onbekende doelpunten |                     |      |
| –                    | Onbekend            | 2    |
| Totaal               | Totaal              | 48   |

| #      | Naam               | Goal |
| ------ | ------------------ | ---- |
| 1.     | Jan Albers         | 1    |
| 1.     | Jan Oude Engberink | 1    |
| Totaal | Totaal             | 2    |